# Cal Girona Vell
Cal Girona Vell és una obra del Morell (Tarragonès) protegida com a Bé Cultural d'Interès Local.

## Descripció
La casa coneguda amb el nom de "Cal Girona Vell", està situada al final del carrer Major, concretament a un carreró sense sortida que se situa sota el talús que sustenta el castell dels Montoliu.
La casa tanca el carrer i té forma de torre fortalesa amb la seva tipologia quadrada. L'alçat està conformat per una planta baixa amb arc de mig punt, pis amb finestres de nova factura i golfes amb galeria correguda, on encara es veuen els arcs de mig punt primitius que actualment es troben tapiats.
De l'edifici, només es conserva actualment el portal, envoltat d'una zona ajardinada.

## Història
L'estat de conservació de la casa durant els últims anys era força deficient i la major part s'emprava com a habitatge agrícola.
En l'actualitat només es conserva el portal, com a espai de comunicació, dins d'una zona ajardinada pública.